# Swiss Open 1980
Die Swiss Open 1980 im Badminton fanden vom 14. bis zum 16. März 1980 in Lausanne statt. Es war die 18. Austragung der internationalen Titelkämpfe im Badminton in der Schweiz.

## Finalresultate
| Disziplin    | Sieger                              | Finalist                         | Ergebnis           |
| ------------ | ----------------------------------- | -------------------------------- | ------------------ |
| Herreneinzel | Bernd Wessels                       | Clemens Wortel                   | 15:12, 4:15, 15:11 |
| Dameneinzel  | Liselotte Blumer                    | Bente Terkelsen                  | 11:6, 11:5         |
| Herrendoppel | Bernd Wessels Gunther Bludau        | Per Nygaard Mogens Nielsen       | 18:16, 15:13       |
| Damendoppel  | Lone Bahl Nielsen Lisbeth Lauridsen | Karen Kiil Bente Terkelsen       | 15:8, 15:9         |
| Mixed        | Per Nygaard Bente Terkelsen         | Mogens Nielsen Lisbeth Lauridsen | 15:11, 5:15, 18:17 |